# 博客来
博客来（中国語: 博客來＝ポーカーライ、英語: Books.com.tw）は台湾・台北市南港区に本社を置く1995年創立のオンライン書店で、その後書籍以外も販売する台湾最大の総合ECサイトになっている。
オンライン書店であるが、2025年に開業予定の統一時代百貨が運営する「Dream Plaza」（元誠品書店信義旗艦店跡）に、初めての実店舗をオープンする予定  。

## 沿革

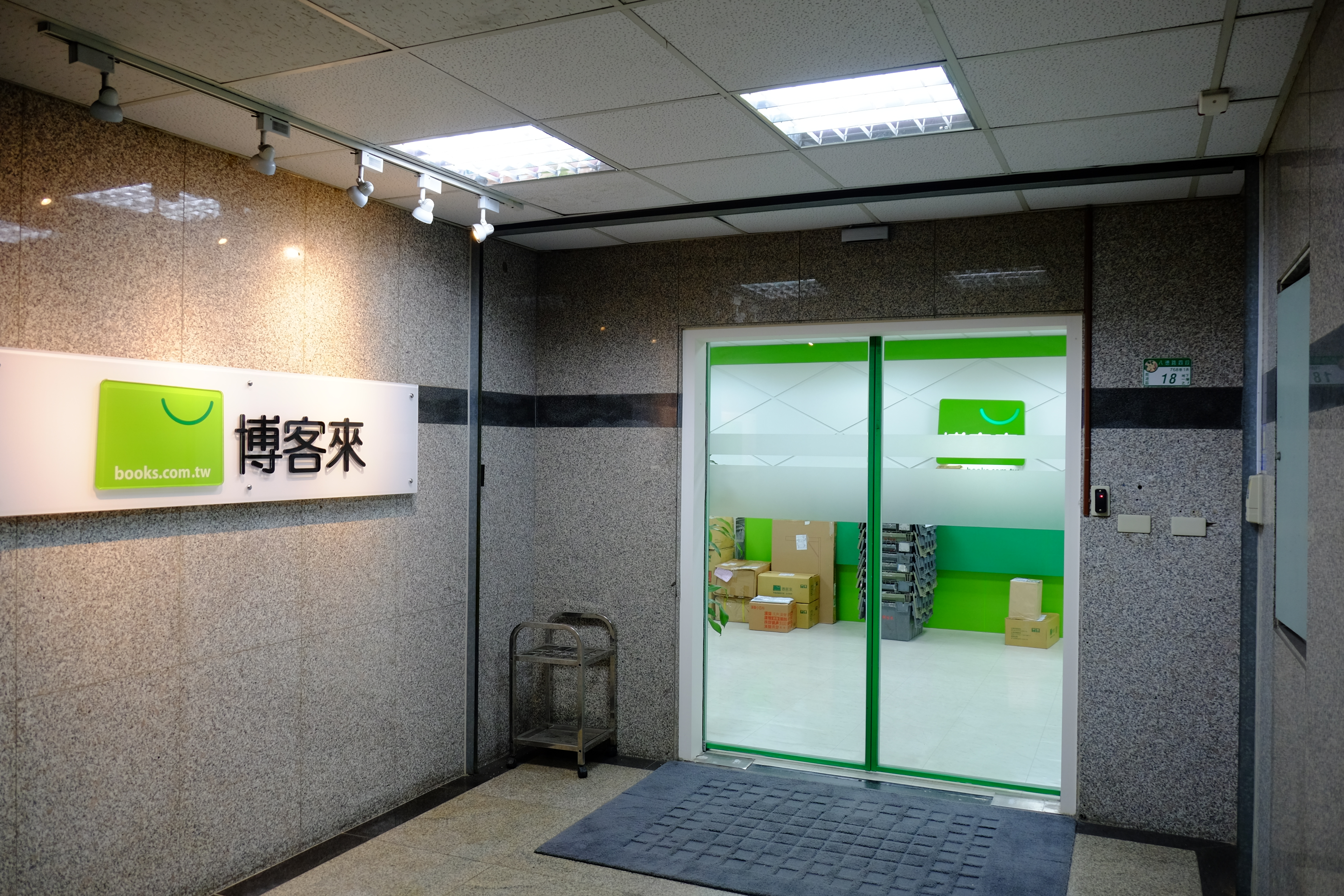
博客来本社への入り口

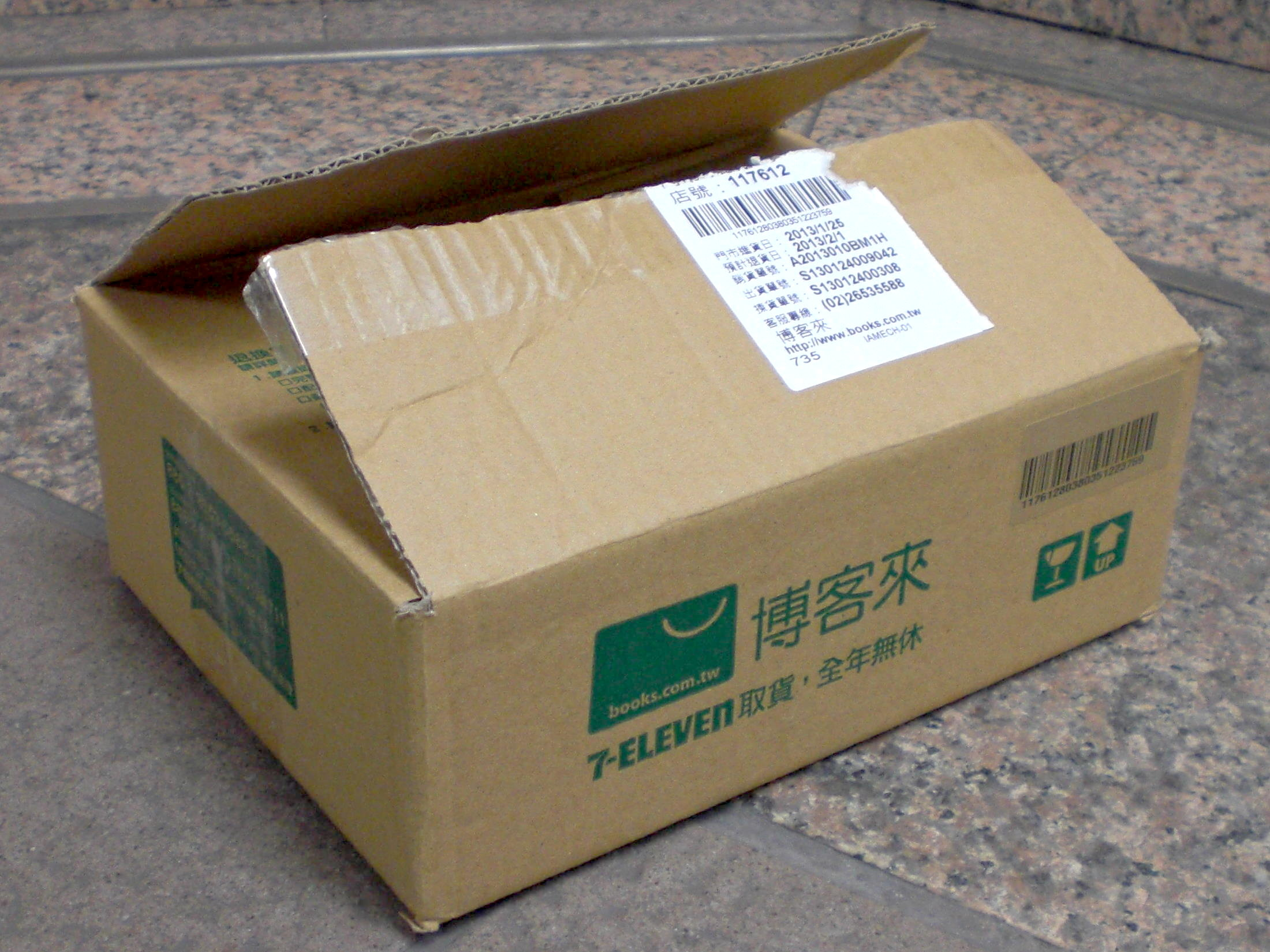
博客来から届いたパッケージ

- 1995年、張天立が台湾・中国・香港で最初のオンライン書店を開設。米国のアマゾンに遅れることわずか１年で、年末には博客来数位科技㈱を設立。 [2]
- 1996年、博客来インターネット書店（博客來網路書店）を正式に運営。
- 2000年、統一超商が運営する台湾セブン-イレブンと協力して、「博客来で注文して7-Elevenで受け取り支払い」を実施。
- 2001年、統一超商が博客来へ投資。
- 2004年、中国大陸発行の中国語簡体字の書籍も扱う「簡体字館」を設立。
- 2005年、商品配達に「黒猫宅急便」を全面利用。
- 2013年、台湾の大企業100社に5年連続で入った。総利用者が500万人を突破。
- 2014年、香港で「博客来で注文してセブン-イレブンで受け取り支払い」を実施。

## 競合他社
- YesAsia.com
- 三民網路書店